# Queen's Park (stație de metrou)
Queen's Park este o stație pe linia Watford DC și linia Bakerloo, unde opresc trenuri ale London Overground și Underground. Astăzi este larg considerat că deservește cartierul Queen's Park. Stația se află la capătul sudic al Salusbury Road, aproape de colțul de sud-est al parcului public de la care zona și-a luat numele, în zona tarifară 2. În secolul al XX-lea, stația și, în consecință, zona imediată au renunțat la descriptorul West Kilburn, care este zona în care se află Queen's Park, cândva parohie și păstrată astfel ca denumire de Biserica Anglicană și circumscripția Hampstead and Kilburn.

## Istoric
Stația a fost deschisă pentru prima dată de London and North Western Railway (LNWR) pe 2 iunie 1879 pe magistrala dintre Londra și Birmingham.
Serviciile de pe linia Bakerloo au fost extinse de la Kilburn Park până la Queen's Park pe 11 februarie 1915. Pe 10 mai 1915, serviciile Bakerloo au început să funcționeze la nord de Queen's Park, până la Willesden Junction, pe șinele recent construite pe linia Watford DC, împărțită cu LNWR.
London Midland oprea anterior în această stație de trei ori pe zi din motive operaționale, opriri care nu erau menționate în orarele publice. Din decembrie 2013, aceste opriri nu mai există și astfel nici un serviciu de pe magistrală nu mai oprește în această gară. Serviciile de pe magistrală, operate de Grand Central, erau programate pentru a fi reluate în 2018, dar aceste planuri încă nu au fost puse în aplicare.

## Stație
Toate peroanele de la Queen's Park sunt la suprafață, stația fiind acoperită de un acoperiș de sticlă. Peroanele magistralei lente (peroanele 5 și 6) sunt rezervate pentru utilizarea în timpul lucrărilor de inginerie sau închidere parțială de linii. Intrările în tunelurile liniei Bakerloo se află la aproximativ 300 de metri spre est de gară. Cele două șine interioare, la peroanele 3 (vest) și 2 (est), se despart în patru șine într-un depou de vagoane la vest de gară. Serviciile liniei Bakerloo care încep sau se termină la Queen's Park folosesc în mod normal cele două șine centrale din cele patru ale depoului. Trenurile liniei Bakerloo care se alătură sau părăsesc șinele London Overground, cunoscute drept linia Watford DC, trec prin depou pe cele două șine exterioare, care se unesc cu linia Watford DC, acestea din urmă fiind șinele exterioare ale stației. Aproximativ o treime din trenurile liniei Bakerloo se termină la Queen's Park, iar celelalte continuă mai departe spreHarrow & Wealdstone. Toate peroanele sunt accesate prin bariere de bilete.

## Servicii
Queen's Park este deservită de trenuri operate de London Overground și London Underground pe linia Bakerloo. Orarul din afara orelor de vârf este:

### London Underground (linia Bakerloo)
- 20 trenuri pe oră spre Elephant & Castle
- 3 trenuri pe oră spre Stonebridge Park
- 6 trenuri pe oră spre Harrow & Wealdstone

11 trenuri pe oră de la Elephant & Castle au punctul terminus la Queen's Park.

### London Overground
- 4 trenuri pe oră spre London Euston
- 4 trenuri pe oră spre Watford Junction

| Stația precedentă                     |                     | London Underground                                   |  | Stația următoare                    |
| ------------------------------------- | ------------------- | ---------------------------------------------------- |  | ----------------------------------- |
| Kensal Greencătre Harrow & Wealdstone |                     | Linia Bakerloo                                       |  | Kilburn Parkcătre Elephant & Castle |
| Terminus                              |                     | Linia Bakerloo                                       |  | Kilburn Parkcătre Elephant & Castle |
| London Overground                     |                     |                                                      |  |                                     |
| Kensal Greencătre Watford Junction    |                     | Linia Watford DC                                     |  | Kilburn High Roadcătre Euston       |
|                                       | Căi ferate istorice |                                                      |  |                                     |
| Willesden Junction                    |                     | London and North Western RailwayWest Coast Main Line |  | Kilburn High Road                   |

## Conexiuni
Rutele 6, 36, 187, 206, și 316 ale London Buses deservesc stația.

## Planuri
Great North Western Railway a primit permisiunea de a opera 6 trenuri pe zi din Londra spre Blackpool North cu oprire la Queen's Park din 2018, dar aceste planuri nu au fost încă puse în aplicre. Queen's Park ar putea fi punctul terminus al rutei, deoarece tiparele opririlor, inclusiv permisiunea de a opera servicii dincolo de Queen's Park spre Londra Euston, sunt dependente de lucrările de infrastructură la Magistrala West Coast.